# Історія Антарктики

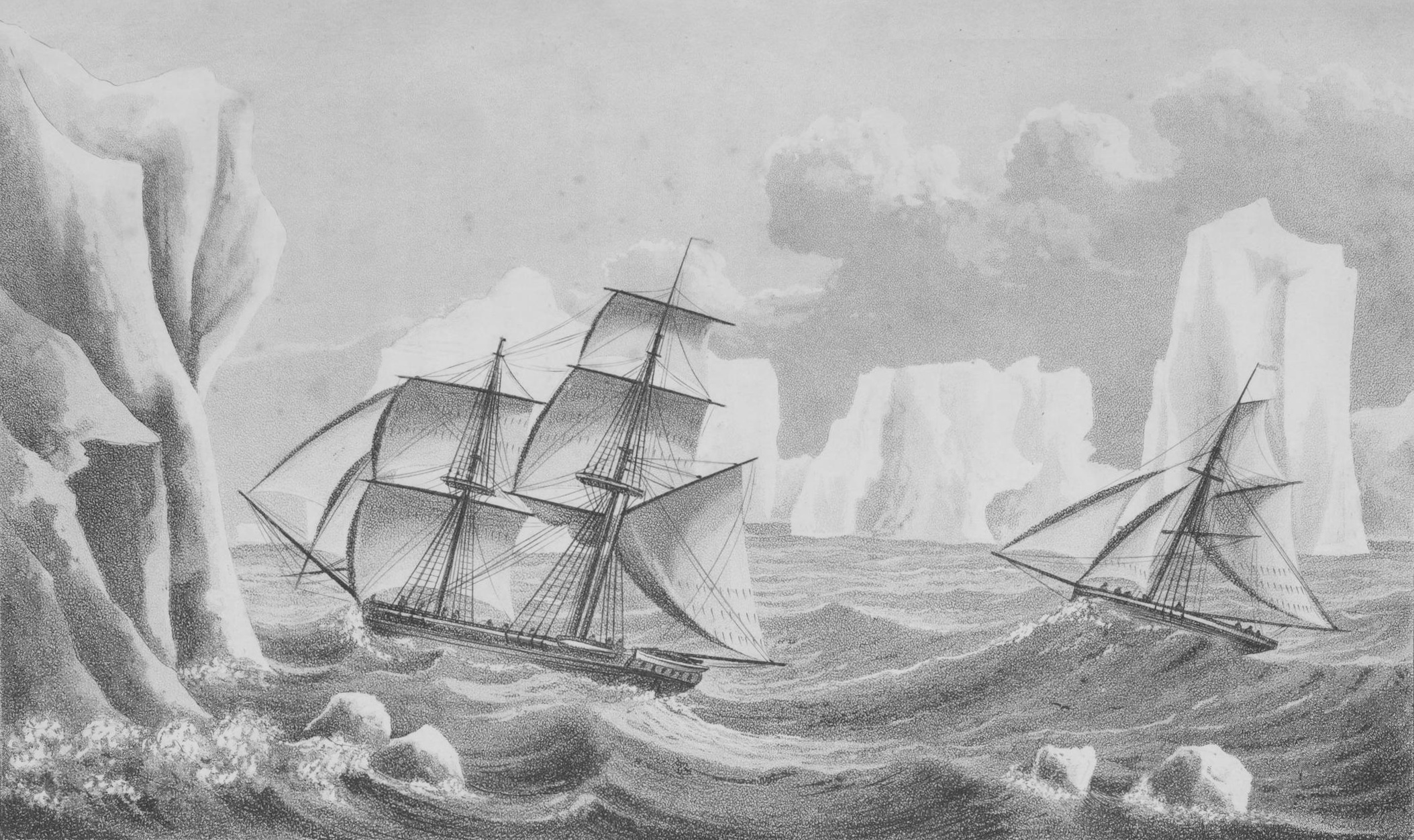
Друга експедиція Джеймса Ведделла. Малюнок зображує бриг «Jane» та китобоєць «Beaufroy» (1825)

Історія Антарктики починається із ранніх теорій стародавніх географів елліністичного світу про існування на крайньому півдні величезного континенту, названого Terra Australis Incognita — Невідома Південна земля. Термін «Антарктика», як протилежність Арктиці, вперше вжив Марін Тірський в II столітті н. е.
У західному світі з античних часів вірили в існування південної землі, покликаної збалансувати надлишок суші — Європу, Азію та Африку. Аристотель постулював симетрію землі, що означало наявність населеної суші на півдні від Африки. Існують карти, створені в Середні століття і епоху Відродження, на яких «Невідома Південна земля» зображена як окремий континент або з'єднується з Південною Америкою (наприклад, Карта Пірі Рейса).
Про існування Антарктики імовірно здогадувалися й аборигенні племена Полінезії та Південної Америки. Зокрема, Л. Куартермейн, базуючись на полінезійському фольклорі, пише: «Приблизно в 650 р. як оповідає раротогонська легенда великий мандрівник Ху-те-Рангіора проплив у своєму каноє «Те-іві-Атеа» в Південний океан і побачив льодові скелі, вершини яких пронизували небеса, що височіли над замерзлим морем». Переказ про те, що на південь від Вогняної Землі лежить країна льодів зафіксовано також у місцевого племені ауш.
Європейська географія отримала перші достовірні відомості про землю на Південному полюсі в Добу великих географічних відкриттів. У XV—XVI століттях, після того як європейські мореплавці обігнули мис Горн і мис Доброї Надії, стало зрозуміло, що якщо Невідома Південна земля й існує, то є окремим континентом. В 1773 році Джеймс Кук вперше перетнув Південне полярне коло і, хоча він відкрив окремі антарктичні острови, але так і не виявив материк. Вважається, що Кук був приблизно за 240 км від нього.

### Відкриття Антарктиди
1820 року, за даними різних організацій та установ (наприклад, Національний науковий фонд, НАСА, Каліфорнійський університет у Сан-Дієго, Російський державний музей Арктики і Антарктики, тощо) кораблі трьох капітанів наблизилися до Антарктики або її льодовикового шельфу: Фабіан Готліб фон Беллінсгаузен (капітан Російського імператорського флоту), Едвард Брансфілд (капітан Військово-морських сил Великої Британії) та Натаніель Палмер (мисливець на тюленів із Стонінгтон, штат Коннектикут).
30 січня британська експедиція Едварда Брансфілда та Вільяма Сміта досягла півострова Триніті, який є частиною континенту, тому вважається, що вони першими відкрили материк.
Згідно з радянською історіографією, першими побачили континент учасники експедиції російського імператорського флоту під командуванням Фабіана Беллінсгаузена і Михайла Лазарєва, 28 січня 1820 року. Однак, пізніші дослідження та дані експедиції британців Брансфілда та Сміта ставлять під сумнів це твердження. 28 січня (16 січня за «старим стилем») 1820 року шлюп «Восток» під командуванням Беллінсгаузена досягнув 69°25' південної широти та 2°10' західної довготи. Як зафіксував у цей день капітан Беллінсгаузен у своєму звіті про експедицію: «…встрѣтили льды; которые представились намъ сквозь шедшій тогда снѣгъ, въ видѣ бѣлыхъ облаковъ». Відповідно до вказаних у звіті координат, з огляду на сучасні цифрові карти, шлюпи «Восток» та «Мирний» саме у той день, за несприятливої погоди, перебували на відстані 53...55 м. миль (102...107 км) від найближчої суші, майбутнього материка, і, одночасно, в 20..27 м. милях (37...50 км) від скупчень уламків якогось із льодовикових шельфів, кручі якого якщо і могли би побачити, то при куті зору десь 0,03°  . Це також пояснює тепер, чому у рапорті від 21 квітня 1820 року, до морського міністра Російської імперії де Траверсе, Ф. фон Беллінсгаузен написав: «… признаковъ большой южной земли нигдѣ имъ не встрѣчено, хотя плаваніе его происходило по большей части за полярнымъ кругомъ, если же таковая земля и существуетъ, то должна быть во льдахъ, покрыта ими и опознать оной нѣтъ возможности». І головне, в рапорті вже самого Морського міністра де Траверсе до головнокомандувача флотом, Імператора Олександра I, від 28 червня 1821 року, нічого не було сказано про континент, а лише про острови. 
У звіті з експедиції, створеному Ф. фон Беллінсгаузеном, виданому у 1831, відсутні згадки про те, що учасники експедиції відкрили материкові землі, але вже у передмові до другого видання звіту, від 1949 року, Антарктида, раптом, згадується декілька десятків разів. Наукове значення російської експедиції 1819—1821 рр. є значним: Ф. фон Беллінсгаузен другим (після Джеймса Кука) обійшов Антарктиду, відкрив в тропічних, субантарктичних і антарктичних водах 29 островів і перетнув 69° п.ш..
1821 року на материк висадилися моряки китобійного корабля капітана Джона Девіса.
У грудні 1911 році норвезька експедиція Руаля Амундсена першою досягла Південного полюса. Вона на кілька місяців випередила британську експедицію Роберта Скотта. Четверо учасників високоширотної партії загинули від голоду та виснаження на зворотному шляху. Всі інші члени експедиції, яких сер Роберт Скотт залишив на базі, на узбережжі, вижили. Серед них був і українець з Полтавщини, коняр і майстер на всі руки, Антон Омельченко.
Вперше перетнули Антарктиду (через Південний полюс від моря Веделла до моря Росса) на тягачах в 1957—1958 рр. новозеландець Е. Гілларі і англієць  В. Е. Фукс.
З середини XX століття почалося активне освоєння Антарктиди. На континенті різними країнами створюються численні постійні бази, які цілий рік проводять метеорологічні, гляціологічні і геологічні та інші дослідження. Свої постійно діючі станції в Антарктиді мають 30 країн, у тому силі й Україна.
Третя радянська антарктична експедиція, очолювана Євгеном Толстіковим, 14 грудня 1958 досягла  Південного полюса недосяжності і заснувала там тимчасову станцію «Полюс недосяжності». За рік до цього був здійснений санно-тракторний похід до геомагнітного полюса, а рік потому радянські вчені добралися і до Південного полюса. Значною мірою ці плани були реалізовані, дякуючи використанню антарктичного всюдихода "Харків'янка", винайденому і створеному в Україні, у Харкові. 
У 1959 році був підписаний Договір про Антарктику, що закріплює за Антарктидою статус території, вільної від військової діяльності та присвяченої діяльності наукової.

### Заснування станції "Фарадей/Вернадський"
У 1934-37 рр. працювала британська експедиції по вивченню Землі Греяма (Graham Land) – північної частини Антарктичного півострова (British Graham Land Expedition) поблизу Аргентинських островів. Це був час реалізації британських амбіцій на володіння значною частиною Антарктичного півострова. Перед першою світовою війною Британія в односторонньому порядку оголошує “залежною територією” (колонією) Фолклендські (Мальвінські) острови (анексовані ще в 1833 р.), передавши під управління її адміністрації значні території в Антарктиці (у тому числі Землю Греяма, Південні Оркнейські і Південні Шетландські острови). Для вивчення та освоєння антарктичних територій в Британії створюються Комітет з дослідження та розвідки колонії Фолклендських островів (1919 р.) і океанографічний комітет “Діскавері” 1924 р.), які започатковують великомасштабне вивчення регіону. В цей же час організовується Королівське Антарктичне товариство, яке координує наукове вивчення Антарктиди. Експедиція вияивла протоки між центральними Аргентинськими островами, які отримали назви Мік (Meek Channel, на честь Вільяма Міка – британського морського архітектора і топографа, який допомагав у підготовці плавання «Penola»), Стелла (Stella Creek, на честь самого баркасу) та Скуа (Skua Creek, -65.251850°, -64.259519°), а також зручний плоский кам’янистий берег на щойно відкритому острові Вінтер (Winter, -65.249530°, -64.259258°) названий так експедицією через засніженість, з глибинами, достатніми для підходу «Penola». Саме плавання «Penola» до острова було дуже складним, так як через забиті льодами протоки довелося пробиватися за допомогою динаміту.
14 лютого 1935 р. в день Святого Валентина «Penola» підійшла до острова. Саме цей день англійці вважали днем народження своєї першої бази на Аргентинських островах. Її прямим наступниками стали база F (1947-1958 рр.); «Арджентайн Айлендс» (1958-1977 рр.); «Фарадей» (1977-1996 рр.), а потім і «Академік Вернадський» (з 1996 р.).

### Українці в Антарктиці
Український етап вивчення району Аргентинських островів і прилеглих архіпелагів, а також континенту офіційно розпочався 1996 р., коли британська станція «Фарадей» стала українською станцією «Академік Вернадський». Проте, це не означає що лише в цей час перший український вчений зайнявся питанням Антарктиди. 
Високою є ймовірність, що в команді кораблів російської імперії, які першими досягнули Антарктиди були українці. Як стверджує дослідник цього питання В. Придатко-Долін, більшість членів команди шлюпів «Востокь» і «Мирный» могли бути рекрутами, вихідцями із 13 губерній (Азовська, Архангелогородська, Казанська, Київська, Калузька Ліфляндська, Московська, Орловська, Перша Малоросійська, С.-Петербурзька, Сибірська, Смоленська і Тульська). Серед них – росіяни, прибалтійські німці, євреї, поляки, українці й інші (точно не визначено). Отже, «Перша морська експедиція Російської Імперії до Південного Льодовитого Океану і Південного Полюса» була багатонаціональною.
Тут також необхідно зупинитися на постаті Івана Завадовського – помічника капітана шлюпа “Востокь”. Як встановив В. Придатко-Долін, географія його життя тісно пов’язана з Україною: Лівобережна Гетьманщина (Гадяч) – ймовірно, землі предків, і, одночасно, місто, де був старостою його онук, Віктор;  «с. Крутьков Гадячского повета» (сьогодні – кут Крутьки села Сари Гадяцького району Полтавської області) – місце народження і хрещення першого, старшого сина, Михайла та другого сина, і, ймовірно, місце розташування родинного, батьківського маєтку; Миколаїв (Николаев) – місто, де юнак виховувався і навчався, а також місце сьогоднішнього проживання родичів, у яких і зараз зберігається рідкісні сімейні фото, а також мінерал, привезений (можливо навіть ним самим), з острова Завадовського (Антарктида), і де до пам’ятного списку адміралів міста включено його молодшого сина – Олександра; Севастополь, Корфу, Триєст, Анкона, Бриндизи, Константинополь, Херсон, Севастополь, Кострома, р. Дунай, Варна, Чорне море, Балтійське море, сьогоднішня Антарктика (і морський шлях до неї), р. Дунай, Ізмаїл; Одеса – місце служби і місто останніх років життя і поховання, і де поблизу Приморського бульвару є «будинок контр-адмірала Завадовського». Досі збережені об'єкти пов'язані з І. Завадовським в Одесі (будинок Завадовського) та Миколаєві (штурманське училище).
Зауважимо також, що і сам Ф. Беллінґсгаузен до плавання в Антарктиці служив командиром фрегата “Флора” у Севастополі. Значні зв’язки з Україною мав також адмірал Михайло Лазарєв. Він підняв на належний рівень кораблебудування, картографію, створював адміралтейства в Миколаєві, Севастополі, Ізмаїлі, покращував навігацію, відбудовував учбові заклади, інфраструктуру припортових міст, був почесним членом різних установ і спілок, у тому числі, Одеської спілки історії і древностей. В Миколаєві біля морського музею знаходяться погруддя Беллінґсгаузена та Лазарєва.